# 棠华乡
棠华乡，是中华人民共和国湖南省常德市津市市下辖的一个乡镇级行政单位。

## 行政区划
棠华乡下辖以下地区：
棠华铺社区、三叉路社区、岳山村、奇龙村、临东村、黄金村、双门村、官堰村、联合村、礼安村、新华村、西湖村和白云山村。